# CSI Genk
CSI Genk is een Belgische voetbalclub uit Genk. De club is aangesloten bij de KBVB met stamnummer 5998 en heeft wit en zwart als kleuren. De club speelde in haar bestaan altijd in de provinciale reeksen.

## Geschiedenis
De club sloot zich in de tweede helft van de jaren 50 aan bij de Belgische Voetbalbond onder stamnummer 5998. Als Club Italiano ontstond de club uit de omvangrijke Italiaanse gemeenschap in Genk. De club ging in de provinciale reeksen spelen, waar het de volgende decennia bleef spelen. Decennialang was de clubvoorzitter er een priester van Italiaanse afkomst, Gianangelo Gualdi, ook wel Don Angelo genoemd. Hij overleed in 2010. In 2011 vroeg de club, die in Vierde Provinciale speelde, haar ontslag bij de Voetbalbond.